# نودا، چیبا
نودا، چیبا از شهرهای استان چیبا ژاپن است که جمعیت آن در ۱ ژانویه سال ۲۰۰۸ برابر با ۱۵۳٬۴۲۲نفر بوده‌است.